# Condado de Becker
O Condado de Becker é um dos 87 condados do estado americano do Minnesota. A sede e maior cidade do condado é Detroit Lakes.
O condado possui uma área de 3 743 km² (dos quais 349 km² estão cobertos por água), uma população de 30 000 habitantes, e uma densidade populacional de 9 hab/km² (segundo o censo nacional de 2000). O condado foi fundado em 1858.